# Just (canción de Radiohead)
«Just» es un sencillo extraído del segundo álbum de Radiohead, The Bends. Además es el séptimo track del álbum dicho. El vocalista Thom Yorke afirma que esta canción fue toda una "batalla de acordes" con el guitarrista Jonny Greenwood. "Just" es reconocida por el solo de guitarra de Jonny Greenwood. NME ubicó a esta canción en el número 34 de la lista de los 50 Mejores Himnos del Indie.

## Vídeo
El vídeo fue dirigido por Jamie Thraves. Se filmó cerca de la Liverpool Street Station en Londres. El vídeo muestra a un hombre tirado en el pavimento al que empieza a rodear una multitud preguntándole qué hace ahí tirado en el suelo y por qué. El hombre se niega a decir por qué está tirado. Mientras esto sucede, la banda aparece tocando dentro de un edificio, observando toda la escena desde allí a través de una ventana. El vídeo finaliza, con el hombre diciendo: "..."Yes I'll tell you, I'll tell you why I'm lying here... but God forgive me... and God help us all... because you don't know what you ask of me" ("Sí, se lo diré, les diré por qué estoy tirado aquí... Pero que Dios me perdone... y que Dios nos ayude, porque ustedes no saben lo que me están pidiendo.") Entonces, cuando el hombre empieza a hablar, los subtítulos se cortan y sólo se ve el movimiento de sus labios. Después de un corto tiempo mostrando a la banda tocar, se vuelve a mostrar la escena del hombre y se ve a toda la multitud tirada en el suelo junto a él.

## Versión de Mark Ronson
Mark Ronson, reversionó “Just”, para su segundo álbum de estudio, Version del 2007 y fue elegido como cuarto sencillo de este álbum.
En la grabación del tema, incluye la participación de dos miembros de la banda Phantom Planet, con Alex Greenwald en las voces y Sam Farrar en el bajo.
La canción había sido publicado anteriormente en el año 2006, en el compilado titulado Exit Music: Songs with Radio Heads (álbum tributo a Radiohead, que incluye a varios artistas de renombre)
Alcanzó el puesto #31 en el UK Singles Chart y el #80 en el Tokio Hot 100.

### Video musical
El video fue dirigido por Jim Canty. Intenta reflejar los comienzos de Radiohead como banda.

### Listado de canciones
| CD, Single, CD2 |                                                                     |          |  |
| N.º             | Título                                                              | Duración |  |
| 1.              | «Just» (Radio Edit)                                                 | 03:15    |  |
| 2.              | «Just» (DJ Premier's Justremixitmix Feat. Blaq Poet - Clean)        | 03:57    |  |
| 3.              | «Just» (The Go! Team Remix)                                         | 02:31    |  |
| 4.              | «Just» (The Loving Hand Remix)                                      | 06:12    |  |
| 5.              | «Just» (DJ Premier's Justremixitmix Feat. Blaq Poet - Instrumental) | 03:57    |  |
| 6.              | «Just» (The Loving Hand Remix - Instrumental)                       | 06:12    |  |